# Księstwo legnickie
Księstwo legnickie (cz. Lehnické knížectví, niem. Herzogtum Liegnitz) – dawne księstwo śląskie ze stolicą w Legnicy, powstałe w okresie rozbicia dzielnicowego w Polsce, zlokalizowane w ówczesnej (i obecnej) południowo-zachodniej Polsce, istniejące w latach 1248–1675. Przez cały okres swego istnienia znajdowało się we władaniu książąt z dynastii Piastów.
Księstwo w różnych okresach znajdowało się w zachodniej i środkowej części Dolnego Śląska, wraz ze swą częścią wołowską obejmowało znaczną część terytorium plemienia Trzebowian, którego zresztą Legnica była naczelnym grodem.

## Historia

### 1248-1459

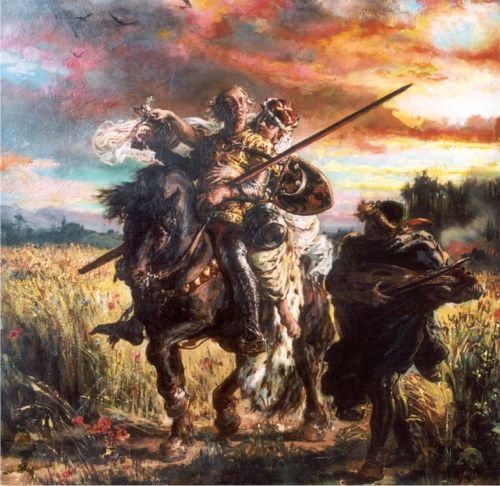
Założyciel państwa, Bolesław II podczas jednego ze słynnych objazdów ziem Księstwa

Księstwo zostało wydzielone z księstwa wrocławskiego i jego pierwszym władcą był Bolesław II Rogatka, najstarszy syn Henryka II Pobożnego, który zginął w 1241 roku w bitwie pod Legnicą. Początkowo w skład księstwa wchodził Głogów, jednak po pewnym czasie został wydzielony dla Konrada I głogowskiego.
Księstwo osiągnęło największą potęgę za rządów Henryka V Brzuchatego. Po tym jak rozgromił swoich wrogów w Bitwie pod Stolcem stał się on najpotężniejszym księciem w pd-zachodniej Polsce.
Po tajemniczej śmierci wrocławskiego księcia Henryka IV Prawego, większość Dolnego Śląska po zbrojnym zaborze ziem wrocławskich znalazła się pod rządami książąt legnickich.
W roku 1327 król czeski Jan zdołał nakłonić Henryka VI Dobrego władającego wtedy Wrocławiem, syna Henryka V Brzuchatego, do uczynienia dziedzicem księstwa wrocławskiego króla czeskiego, z zagwarantowaniem dożywocia i wydziedziczeniem Bolesława III rządzącego na Legnicy i jego potomków. W tej sytuacji legnicki brat Henryka Dobrego podjął na przełomie 1327 i 1328 próbę opanowania Wrocławia. Książę legnicki korzystając z nieobecności Jana w Czechach wtargnął na ziemię brata, nie odniósł jednak sukcesu powstrzymany przez wrocławskie mury.
W 1329 na Śląsk przybył brat Bolesława, Władysław, trzeci syn Henryka Otyłego, pozbawiony w 1312 należnego mu księstwa legnickiego. Na wieść o tym Jan Luksemburski nakłonił go do złożenia mu hołdu lennego i zrzeczenia się na rzecz korony czeskiej Legnicy (która teoretycznie mogła do niego należeć).
Wydarzenie to postawiło w krytycznej sytuacji Bolesława III faktycznie przecież rządzącego księstwem. Nie mogąc sprostać potędze władcy czeskiego, dysponującego dodatkowo pretekstem do wojny (jako zadośćuczynienie stratom swego wasala Henryka wrocławskiego), książę Legnicy złożył 9 maja 1329 we Wrocławiu hołd lenny.
Księstwo przez całe średniowiecze było obiektem walk o władzę, przepychanek pomiędzy stronnictwami, walk o spadek jak np. w latach 1352–1359 doszło w księstwie do wojny między Wacławem I a jego bratem Ludwikiem.
2 grudnia 1372 książę Ruprecht I, syn Wacława, zawarł młodszymi braćmi Wacławem II, Bolesławem IV i Henrykiem VIII układ o niedzieleniu księstwa przez okres dziesięciu lat. Porozumienie to było w następnych latach przedłużane i umożliwiło Ruprechtowi sprawowanie rzeczywistej władzy kosztem rodzeństwa (chociaż formalnie bracia byli jego współrządcami).
Ruprecht uczestniczył w polityce dynastycznej stryja Ludwika brzeskiego, zawierając w Pradze 21 maja 1379 układ z królem czeskim Wacławem IV o wzajemnym dziedziczeniu posiadłości przez wszystkich potomków Bolesława III Rozrzutnego.
W niesprzyjających okolicznościach politycznych 6 stycznia 1383 Ruprecht musiał wyrazić zgodę na rezygnację Legnicy z pretensji do księstw: wrocławskiego, świdnickiego i jaworskiego.
Gdy uwięziono króla Wacława IV na Śląsku zaczęły szerzyć się niepokój i anarchia. Jako najznaczniejsze księstwa Legnica i Brzeg wystawiły oddziały zbrojne które odegrały znaczną rolę w utrzymaniu porządku publicznego. Aby poskromić bandytów drogowych i rycerzy rabusiów z inicjatywy księstwa legnickiego, brzeskiego oraz śląskich miast powołano Ogólnośląski Związek Obronny, na którego dowódcę 17 lipca 1402 we Wrocławiu wybrany został książę Ruprecht,
Problemem w sytuacji wewnętrznej księstwa za panowania Ruprechta była konieczność spłacenia olbrzymich, odziedziczonych jeszcze po rozrzutnym dziadku Bolesławie III, a także po części ojcowskich długów. Młody książę, jako że był dobrym zarządcą, wywiązywał się tego obowiązku, co jednak nie znaczy, że te wydatki nie były obciążeniem dla kasy państwowej.

### 1459-1618

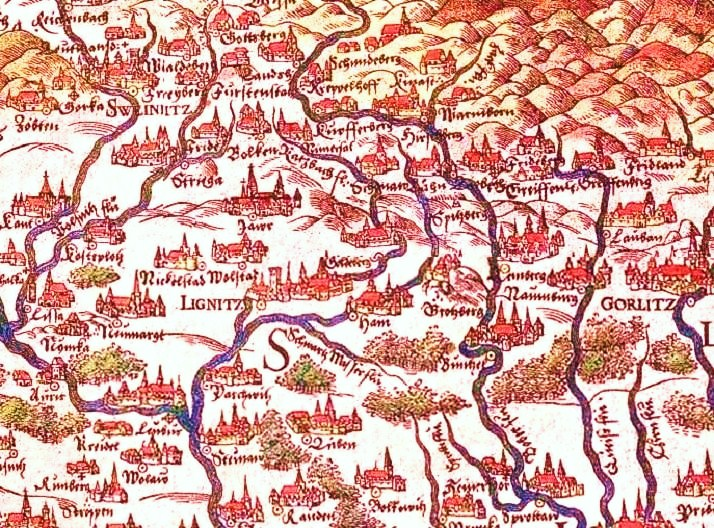
Ziemie księstwa legnickiego z przyległymi okolicami w 1561 roku

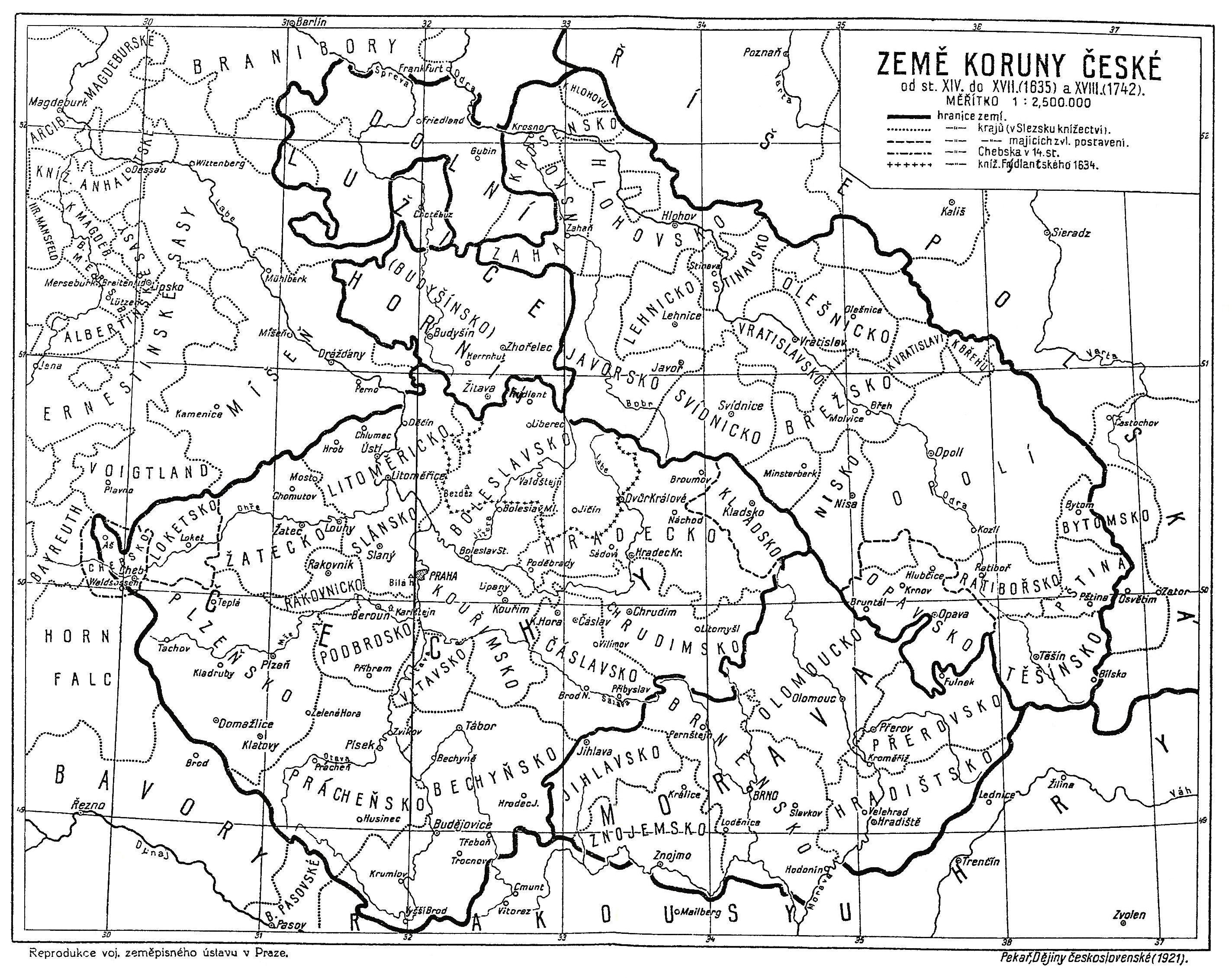
Ziemie Korony Czeskiej z zaznaczonym księstwem legnickim (od XIV w. do 1742 r.)

W roku 1459 w czasie rosnącej potęgi Macieja Korwina rozbuchany w swych ambicjach patrycjat miejski krótkotrwale zdetronizował książąt, jednak lud księstwa, a w szczególności lud stolicy wprowadził z powrotem księżnę Jadwigę na tron.
W drugiej połowie XV w. na tle szybko rozwijających się dysproporcji społecznych powodowanych bardzo szybkim rozwojem miast księstwa, zaczęła pojawiać się niechęć ludu do lepiej uposażonych mieszczan i rycerstwa.
Na taki podatny grunt padło ziarno buntu.
Na południu w lasach pogórza, jak i na północy za Kaczawą i Czarną w niedostępnych ostępach leśnych lub wśród bagien swoje siedziby urządzili rozbójnicy, ludzie biedni pozbawieni znaczenia.
Nie byli oni uciążliwi dla ludu a jedynie dla kupców, patrycjatu i szlachty. To właśnie rzutowało na postawę władzy wobec poczynań tej grupy niezadowolonych sięgających po argument siły w walce z rosnąca biedą wielu zwykłych poddanych.
W XVI wieku księstwo po raz kolejny przeżywało rozkwit, tym razem za panowania księcia Fryderyka II od którego rządów rozpoczęła się epoka nowożytna w księstwie.
Fryderyk II dbał o porządek i obronność miast, a także założył Uniwersytet w Legnicy.
W 1621 r. książę Jerzy Rudolf został mianowany Starostą Śląska

### Księstwo wobec wojny trzydziestoletniej
Rządzący w księstwie Jerzy Rudolf nie zezwalał na bytność walczących stron na obszarze księstwa.
Na początku lat 30. odmówił wejścia na ziemie piastowskie wojskom saskim dowodzonym przez gen. Arnima.
Około roku 1633 pod wpływem presji władca wydał zgodę na wejście do księstwa wojsk szwedzkich i habsburskich.
W maju 1634, na zachodnich przedpolach stolicy, przy trakcie do Chojnowa, w pobliżu Ulesia, między płaskowyżem nadkaczawskim a bagnami Czarnej rozegrała się bitwa pomiądy wojskami protestanckimi a katolickimi.

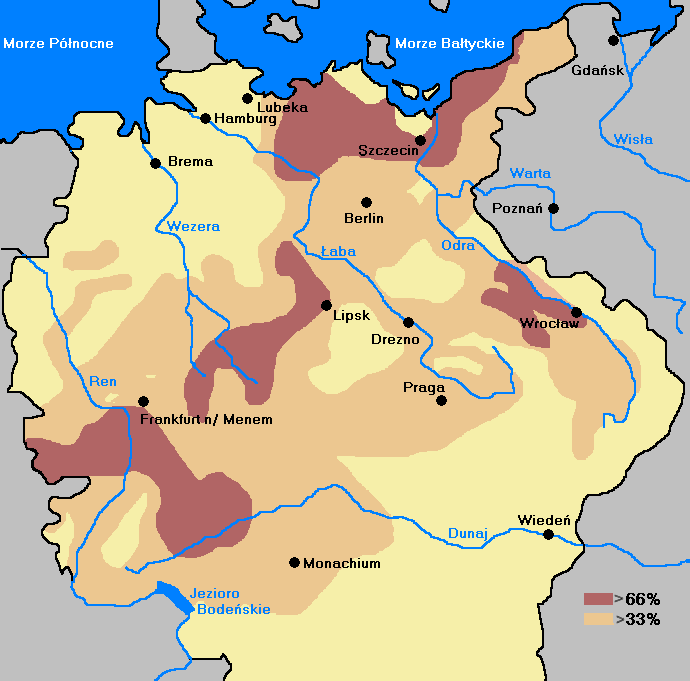
Księstwo zalicza się do obszarów które doznały największych strat podczas wojny trzydziestoletniej

Wojna przyniosła dewastację miasta i straty w jego zabudowie, do takich przypadków zaliczyć można chociażby Kościół pw. Św. Mikołaja w Legnicy. Tak jak wiele zabudowań które wynikiem wojny mocno ucierpiały tak i wspomniana świątynia powstała w XIV wieku została zrujnowana do tego stopnia, że nie doczekała czasów współczesnych
Stacjonowanie i okupacja księstwa przez wrogie wojska, szczególnie szwedzkie, przyniosło wielkie straty, liczone w setkach tysięcy talarów. Ofiary ludzkie także należy liczyć w tysiącach.

### Schyłek istnienia
Ostatnim księciem był 15-letni nowator, absolwent Uniwersytetu we Frankfurcie nad Odrą Jerzy Wilhelm, lecz jego wielkie plany nie zostały zrealizowane. Zmarł wskutek przeziębienia, którego nabawił się na polowaniu. Zakończyło to egzystencję księstwa, gdyż księstwo stało się częścią domeny cesarskiej. O jego dalsze istnienie zabiegali baronowie legniccy, lecz ze względu na opór cesarza, z mizernym skutkiem.

### Dzieje po 1675
W latach 1705–1711 nastąpił szybki rozwój gospodarczy ziem księstwa. Zwiększyły się parametry produkcji rolnej co skutkowało zwiększono produktywnością rzemieślników. Prosperity w rolnictwie wpłynęło na rosnącą zamożność miast księstwa.
Miasta rozbudowywały się, przykładowo w Legnicy pojawiła se znaczna liczba domów na przedmieściach.
W luterańskich do tej pory miastach zaczęła dominować polityka habsburskiej kontrreformacji. W większych ośrodkach w związku z tym władza inwestowała duże środki w nowe katolickie kościoły i klasztory, miało to sprzyjać konwersjom mieszkańców księstwa na religię państwową.
Po zajęciu Śląska przez Królestwo Prus, księstwo przestało istnieć jako jednostka administracji państwowej.

## Sztuka w Księstwie

### Romanizm
Od samego początku istnienia księstwa, ziemie znajdujące się w pobliżu Legnicy brały udział w wymianie poglądów i idei tworzących sztukę i kulturę.
Już w XII wieku na terenie księstwa powstawały murowane budowle romańskie, jak np. kościół Mariacki w Legnicy.
W latach osiemdziesiątych książę dolnośląski Bolesław I Wysoki rozpoczął budowę zamku rezydencjonalnego w Legnicy, który w po ukończeniu stał się najwspanialszą tego typu budowlą na wschód od Renu.

### Gotyk
Wraz z rozwojem znaczenia stolicy do państwa przybywało coraz więcej ludzi sztuki. Działalność ich sprawiła, że opisywane ziemie weszły z wolna w krąg tzw. sztuki śląskiej. Przykładem mogą być liczne budowle sakralne powstające we wszystkich zakątkach księstwa z najbardziej reprezentatywnymi, kościołem parafialnym w Chojnowie, kościołem Piotra i Pawła w Legnicy, wraz z rozebraną w XVI wieku kolegiatą legnicką.
Owa kolegiata była uznawana za budowlę wyższej „próby” niż katedra wrocławska. Przewyższała ja wystrojem wnętrza, kunsztem budowlanym i rozmiarami.
W XV wieku do księstwa dotarł gotycki styl flamboyant i odcisnął pewne piętno na miejscowej sztuce.
do czasów dzisiejszych przetrwały relikty w postaci maswerków odnajdywanych na zamku legnickim i w postaci wystroju jednej z bocznych kaplic legnickiej katedry.

### Renesans
Z panowaniem Fryderyka Wielkiego łączy się przybycie do państwa stylu renesansowego, z tamtych czasów pochodził bogaty wystrój rzeźbiarski domów najznamienitszych mieszczan miast księstwa, a także portal bramy na zamku w Legnicy.

## Kultura umysłowa księstwa legnickiego
Wraz z rozwojem demograficznym, wzrastał także potencjał intelektualny. Mistrz Witelo, jego działalność jest przykładem jak duże znaczenie zaczęły odgrywać te ziemie w globalnej wymianie wiedzy i informacji już u początków istnienia państwa.
W późniejszych czasach wraz z rozwojem szkół przy kościelnych rosła liczna kadra ludzi wykształconych stanowiącą elitę.

## Stosunki społeczne

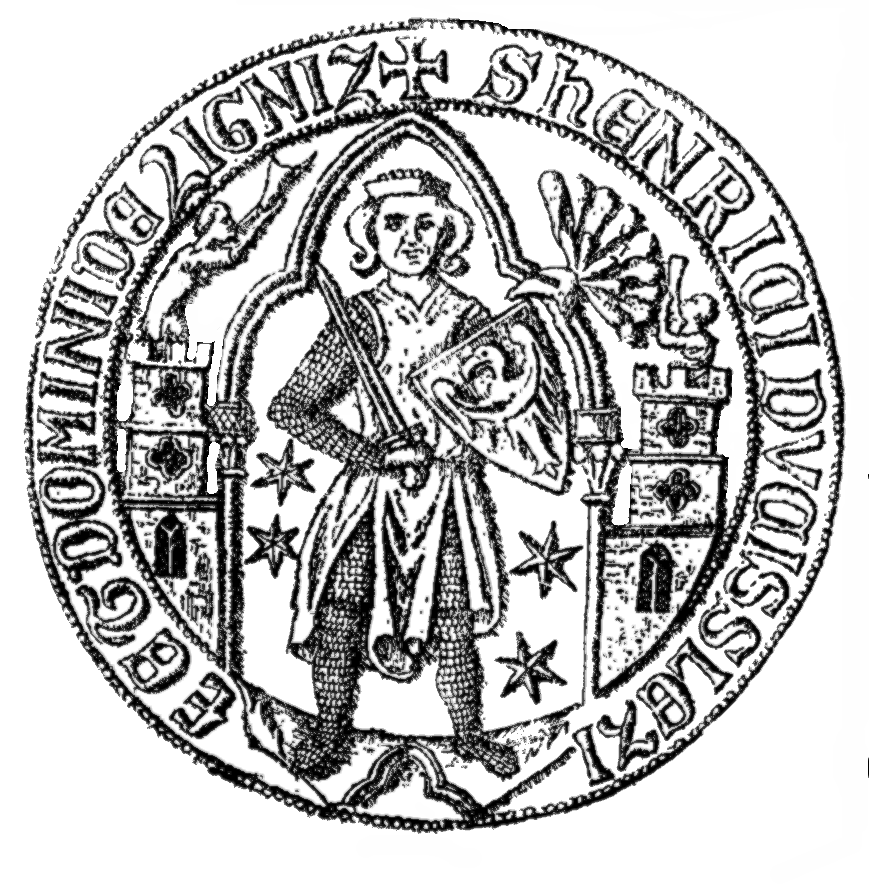
Wizerunek Henryka V na pieczęci

Przez całe swoje istnienie Księstwo pozostało państwem feudalnym. Miejscowa odmiana ustroju nie była tak ciężka jak w sąsiednich krajach.
Wywalczona przez wieki rozwoju pozycja miast właściwie nie została nigdy zachwiana, książęta liczyli się z mieszczanami swoich miast i brali pod uwagę ich propozycje.
Przykładowo książę Chrystian otaczał się rajcami i z nimi dyskutował sprawy polityczne.
Jerzy Wilhelm legnicki wstępując na tron jako 15 latek, planował przeprowadzić gruntowne unowocześniające państwo reformy społeczne i polityczne, jednak jego zgon przerwał te ciekawe plany. Pomysły te dyktowane mogły być wiedzą którą posiadł po wnikliwej obserwacji tego co zobaczył w czasie podróży do Francji lub też w czasie studiów.
W latach 1705–1711 zwolennik merkantylizmu, Józef I Habsburg nowy pan Legnicy, Brzegu i Wołowa uwolnił mimo sprzeciwu miejscowej arystokracji, chłopskich poddanych od pańszczyzny. To działanie korzystnie zaowocowało na kondycji gospodarczej domen habsburskich w niedawno przejętych okolicach Legnicy.

## Ludność księstwa

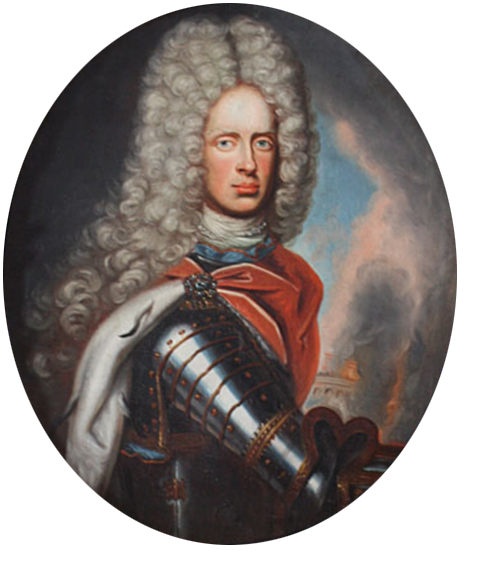
Cesarz i ks. legnicki Józef Habsburg

Na północy księstwa, w pogranicznych lasach, aż po wiek osiemnasty całe wsie posługiwały się językiem polskim, świadczą o tym raporty nowo przybywających tam, mówiących jedynie po niemiecku, pastorów luterańskich.

## Zamki i twierdze w Księstwie

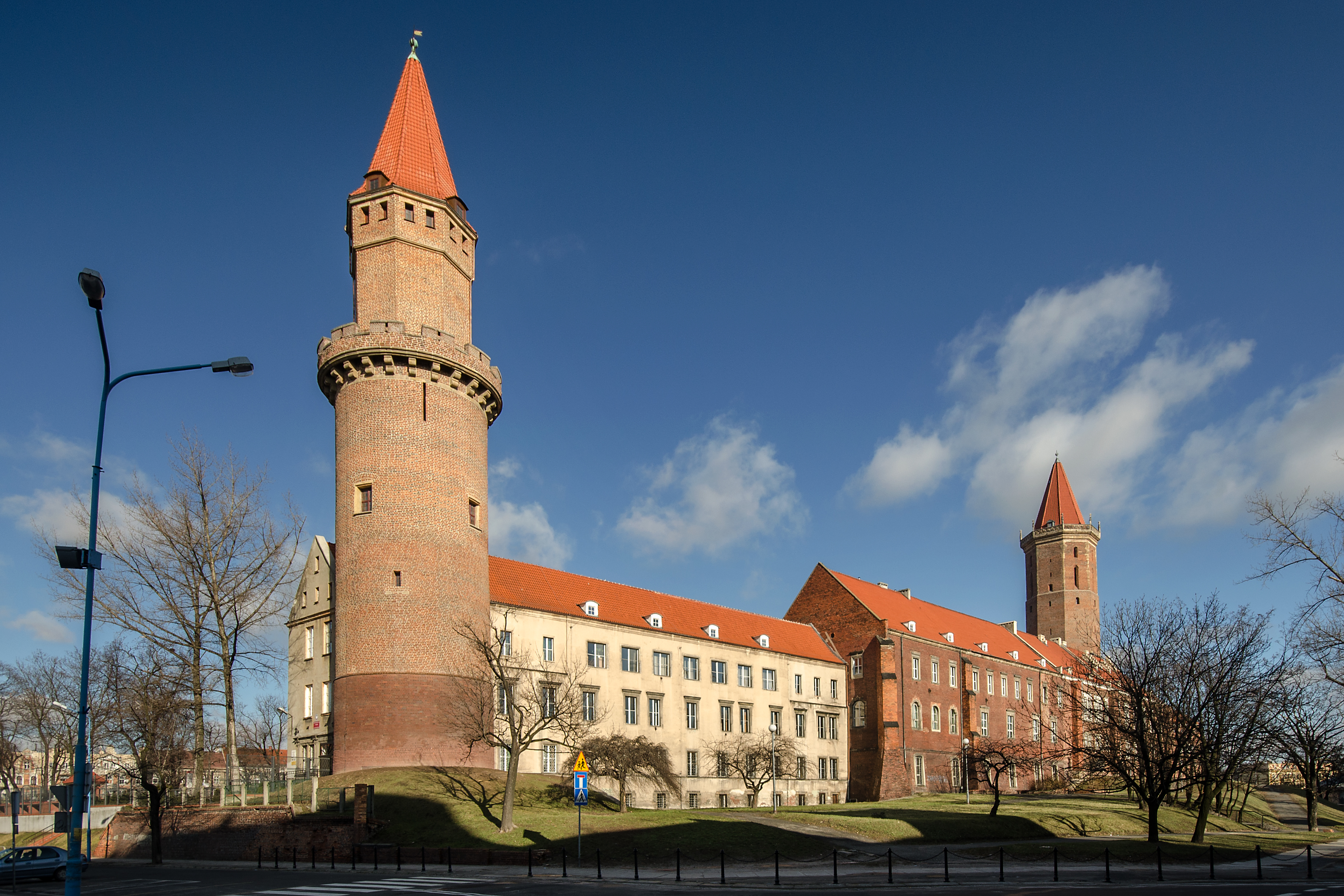
Zamek Piastowski w Legnicy

Zamki: w Legnicy, Ścinawie, w Prochowicach, w Warmątowicach Sienkiewiczowskich, w Chojnowie, w Chocianowie, w Lubinie.
Zamek Rokitnica

## Podział administracyjny

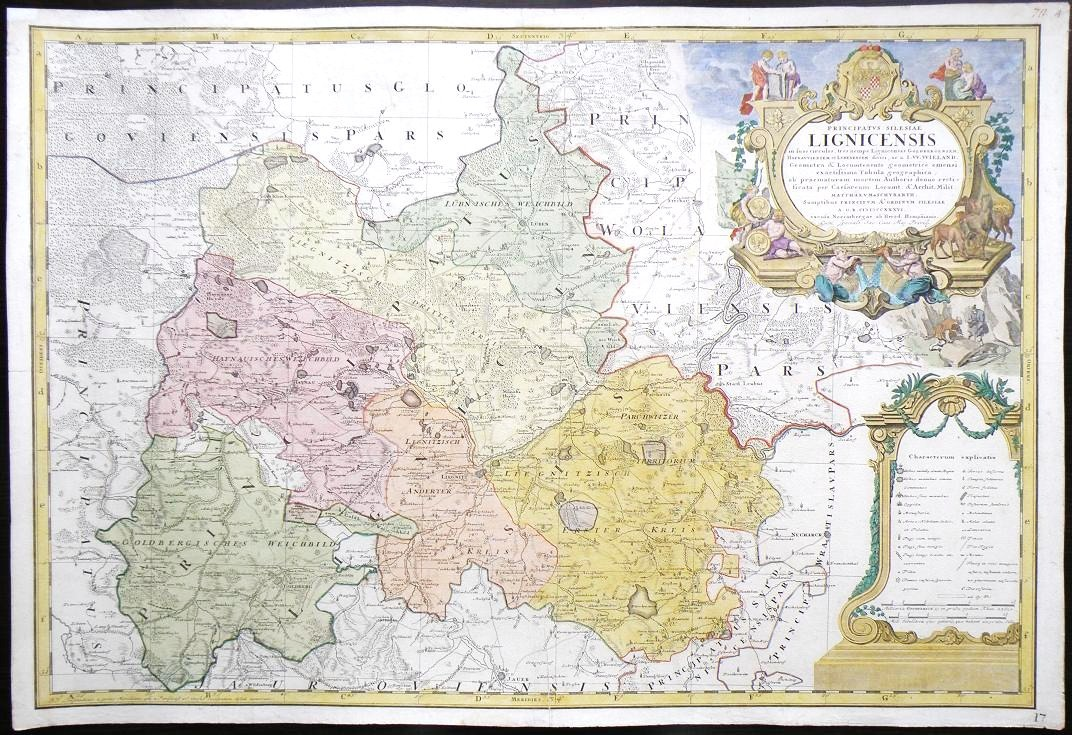
Podział administracyjny księstwa

Księstwo dzieliło się na 6 okręgów administracyjnych.
Istniały 3 powiaty legnickie:
- pierwszy – nad Wierzbiakiem i Cicha Wodą,
- drugi – pomiędzy granicą południową a rzeką Czarną,
- trzeci – na pn.-zach. od Kaczawy w kierunku granicy ks. głogowskiego.

Oprócz tego istniały trzy inne okręgi administracyjne (Weichbild):
- Złotoryjski
- Chojnowski
- Lubiński

## Granice księstwa
Na przestrzeni wieków obszar geograficzny księstwa ulegał wielokrotnym zmianom.
- Granica południowa

Po podziale pierwotnych ziem na części legnicką i jaworską, utrwaliła się granica południowa państwa.
Od XIV w. południową granicą ziem księstwa legnickiego był zachodni skraj Gór Kaczawskich na południe od Złotoryi, w miejscu gdzie Kaczawa opływa Organy Wielisławskie.
Środkowa część granicy biegła wzgórzami przedgórza kaczawskiego. Półkolem obiegała masyw Rosochy i Sichowskie Wzgórza pomiędzy środkową Wilczą a dolną Nysą Szaloną w tych okolicach granica szła na południe od zamku/straży w Warmątowicach.
Dalsza część południowej granicy biegła na wschód między wzniesieniami na południe od potoku Koiszkówka oraz poprzez bagna potoku Uszewnica.
Wschodni skraj granicy z Księstwem Jaworskim przebiegał pasmami wzgórz na południe od Mikołajowic i Mierczyc.
Dalej granica skręcała na północ w stronę Odry okrążając nieistniejące duże jezioro leżące pomiędzy Mierczycami, Biernatkami i Jenkowem.
- Granica wschodnia

Wschodnia granica księstwa właściwie pokrywa się z aktualną granicą pomiędzy powiatem legnickim a średzkim.
Wiła się ona południkowo w pobliżu rzeki Cicha Woda, przecinając ją w okolicy wsi Chełm/Riegel,szła dalej na północ i stykała się z Odrą na wschód od Malczyc przy ujściu Średzkiej WodyReszta wschodniej granicy biegła nurtem Odry do ujścia do niej Kaczawy. dalej granica skręcała na zachód wstępując na wysoczyznę lubińską. Tam znajdowała się mniej więcej w połowie odległości pomiędzy Lubinem, a Ścinawą Rudną. Za granicą leżało bratnie, będące w Unii z księstwem legnickim – księstwo wołowskie.
- Granica północna

Północna granica przebiegła lasami i bagnami rozpościerającymi się przez tereny między Lubinem znajdującym się w księstwie a Polkowicami.
- Granica zachodnia

Granica zachodnia to obszar równiny na przedgórzu sudeckim, pomiędzy lasami północy a górami na południu, przebiegała ona generalnie na wschód od Bolesławca, a na jej straży stała rezydencja-warownia książąt legnickich Zamek Grodziec.